# Oreidis Despaigne
Oreidis Despaigne Terry (* 20. September 1981 in Cienfuegos) ist ein ehemaliger kubanischer Judoka. Er gewann 2007 und 2010 eine Bronzemedaille bei den Weltmeisterschaften.

## Sportliche Karriere
Der 1,86 m große Despaigne kämpfte im Halbschwergewicht, der Gewichtsklasse bis 100 Kilogramm. Er war 2003, 2005 sowie von 2009 bis 2011 kubanischer Meister in dieser Gewichtsklasse. 2003 siegte er außerdem in der offenen Klasse.
2002 belegte Despaigne den zweiten Platz hinter dem Kanadier Nicolas Gill bei den Panamerikanischen Meisterschaften in Santo Domingo. 2003 gewann Despaigne eine Bronzemedaille bei den Panamerikanischen Spielen in Santo Domingo. Bei den Weltmeisterschaften 2003 schied er im Achtelfinale gegen den Georgier Iveri Jikurauli aus. Im Jahr darauf bezwang er im Finale der Panamerikanischen Meisterschaften den Brasilianer Mario Sabino. Bei den Olympischen Spielen 2004 in Athen schied Despaigne nach 39 Sekunden in der zweiten Runde gegen den Deutschen Michael Jurack aus.
2005 siegte Despaigne bei den Zentralamerika- und Karibikmeisterschaften. 2006 gewann er die Panamerikanischen Meisterschaften in Buenos Aires. Im Mai 2007 bezwang er im Finale der Panamerikanischen Meisterschaften in Montreal den Brasilianer Leonardo Leite. Bei den im Juli stattfindenden Panamerikanischen Spielen in Rio de Janeiro besiegte er im Halbfinale den Brasilianer Luciano Corrêa und im Finale den Kanadier Keith Morgan. Weitere zwei Monate später fanden ebenfalls in Rio de Janeiro die Weltmeisterschaften statt. Despaigne bezwang im Viertelfinale den Kasachen Asqat Schitkejew und unterlag im Halbfinale dem Briten Peter Cousins. Im Kampf um Bronze besiegte Despaigne den Georgier Lewan Schorscholiani. Im Mai 2008 belegte Despaigne bei den Panamerikanischen Meisterschaften in Miami den dritten Platz. Bei den Olympischen Spielen 2008 in Peking schied Despaigne in seinem zweiten Kampf gegen den Südkoreaner Jang Seong-ho aus.
2009 siegte Despaigne bei den Panamerikanischen Meisterschaften in Buenos Aires. Bei den Weltmeisterschaften 2009 in Rotterdam schied er im Achtelfinale gegen den Aserbaidschaner Elmar Qasımov aus. Im April 2010 gewann er bei den Panamerikanischen Meisterschaften in San Salvador sowohl den Titel im Halbschwergewicht als auch den in der offenen Klasse. Bei den Weltmeisterschaften in Tokio besiegte er Elmar Qasımov im Viertelfinale und unterlag dann im Halbfinale dem Japaner Takamasa Anai. Den Kampf um Bronze gewann er gegen den Usbeken Oʻtkir Qurbonov. 2011 bezwang Despaigne im Finale der Panamerikanischen Meisterschaften in Guadalajara Leonardo Leite. Ein halbes Jahr später fanden ebenfalls in Guadalajara die Panamerikanischen Spiele statt. Im Finale unterlag Despaigne dem Brasilianer Luciano Corrêa. 2012 gewann Despaigne noch einmal Bronze bei den Panamerikanischen Meisterschaften in Montreal. Zum Abschluss seiner Karriere schied Despaigne bei den Olympischen Spielen 2012 in London in seinem Auftaktkampf gegen den Usbeken Ramziddin Sayidov aus.
Der ältere Bruder Yosvany Despaigne nahm ebenfalls dreimal an Olympischen Spielen teil.